# Hans Kolb (Rennfahrer)

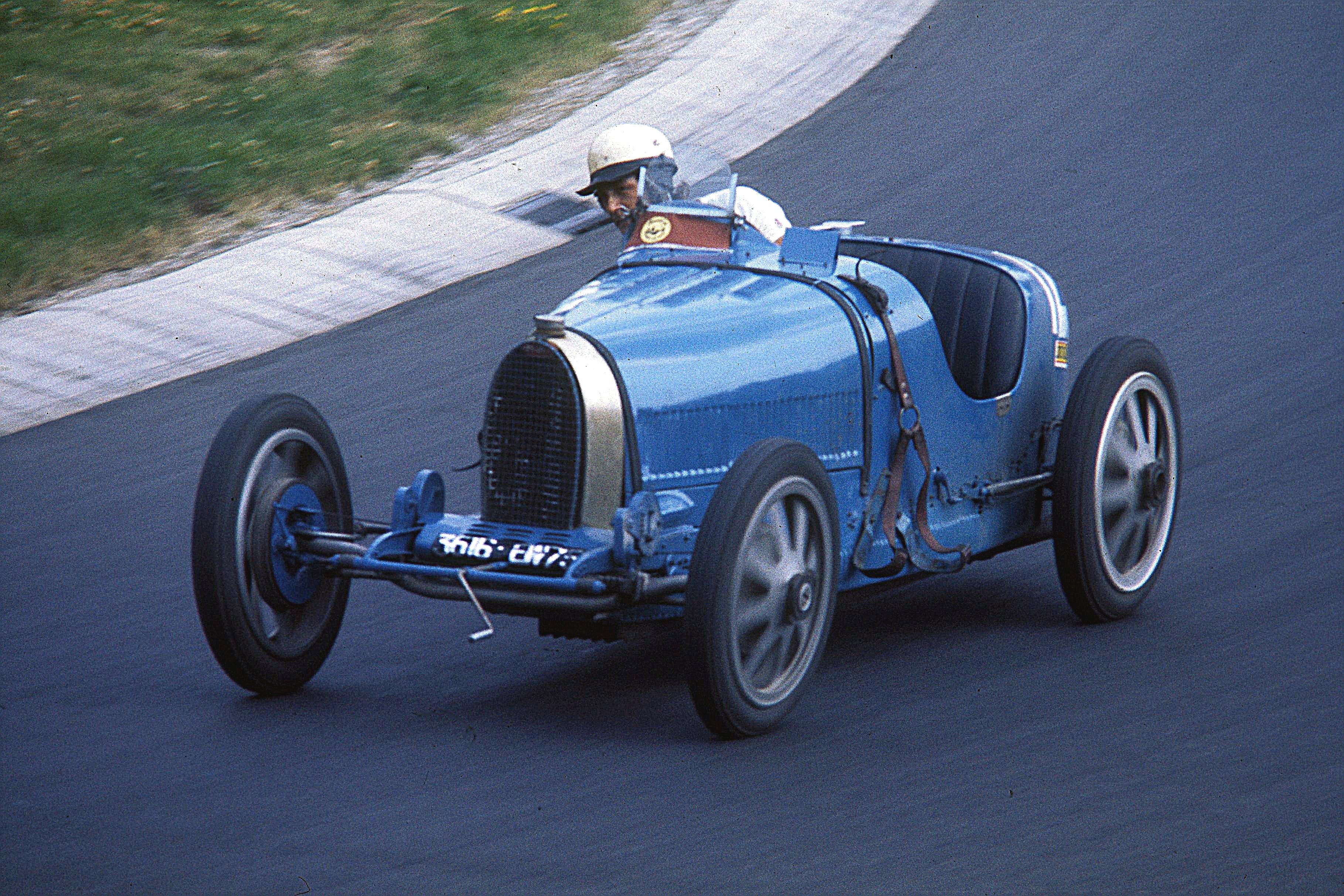
Ein Bugatti Type 35 (Baujahr 1924), wie ihn Kolb 1925 pilotierte.

Hans Kolb (bl. 1920er-Jahre) war ein deutscher Automobilrennfahrer.

## Werdegang
Der Münchner Kolb gewann im Februar 1923 auf einem Steiger das Bergrennen in Böblingen. Im September desselben Jahres siegte er auch auf der Ruselbergstrecke bei Deggendorf.
Am 27. April 1924 nahm Kolb als Steiger-Werksfahrer an der Targa Florio auf Sizilien teil und erreichte dabei das Ziel nicht. Im weiteren Jahresverlauf siegte er in Oberjoch im Allgäu und wiederholte seinen Sieg auf der Ruselbergstrecke.
Ab 1925 startete Kolb auf  Bugatti-Rennwagen – in den meisten Fällen war er auf einem (möglicherweise geliehenen) frühen Bugatti Type 35 (Fahrgestellnummer 4395) mit Zweiliter-Achtzylinder-Reihenmotor. Er gewann in diesem Jahr die Bergrennen in Würgau in Oberfranken, Oberjoch, das Salzbergrennen in Berchtesgaden und erneut auf der Ruselbergstrecke. Zudem wurde er am 17. Juni beim Solitude-Rennen in Stuttgart Zweiter hinter Otto Merz, der auf dem Mercedes 2-l-Targa-Florio-Rennwagen unterwegs war. Für die Eifelrundfahrt um Nideggen Mitte Juni hatte er ebenfalls gemeldet, war aber nicht angetreten.
Im Juli 1926 war Kolb auf einem Bugatti Type 30 für den ersten Großen Preis von Deutschland auf der Berliner AVUS gemeldet, trat allerdings nicht an. Danach sind keine Rennaktivitäten Kolbs mehr nachvollziehbar.